# Episodi di Star Trek: Enterprise (terza stagione)
La terza stagione della serie televisiva Star Trek: Enterprise, composta da 24 episodi, è stata trasmessa negli Stati Uniti sul canale UPN dal 10 settembre 2003 al 26 maggio 2004.
In Italia è andata in onda su La7 dal 17 aprile 2005 al 19 dicembre 2005.
Le puntate di questa stagione formano un unico arco narrativo, iniziato con l'episodio della stagione precedente Attacco alla Terra.
La stagione è stata candidata a tre Saturn Award: nella categoria Best Network Television Series e nelle categorie Best Actor in a Television Series e Best Supporting Actress in a Television Series per le interpretazioni, rispettivamente, di Scott Bakula e di Jolene Blalock. Due puntate hanno vinto un Emmy Award, nella categoria Outstanding Music Composition For A Series (Dramatic Underscore) (l'episodio Similitudini) e per Outstanding Special Visual Effects for a Series (l'episodio Conto alla rovescia), mentre gli episodi Il consiglio degli Xindi e Ora zero sono stati candidati. 
| nº | Titolo originale | Titolo italiano          | Prima TV USA      | Prima TV Italia  |
| -- | ---------------- | ------------------------ | ----------------- | ---------------- |
| 1  | The Xindi        | Gli Xindi                | 10 settembre 2003 | 17 aprile 2005   |
| 2  | Anomaly          | L'anomalia               | 17 settembre 2003 | 17 aprile 2005   |
| 3  | Extinction       | Estinzione               | 24 settembre 2003 | 17 aprile 2005   |
| 4  | Rajiin           | Rajiin                   | 1º ottobre 2003   | 17 aprile 2005   |
| 5  | Impulse          | Effetti deleteri         | 8 ottobre 2003    | 24 aprile 2005   |
| 6  | Exile            | Esilio                   | 15 ottobre 2003   | 24 aprile 2005   |
| 7  | The Shipment     | La kemocite              | 29 ottobre 2003   | 1º maggio 2005   |
| 8  | Twilight         | Il crepuscolo del tempo  | 5 novembre 2003   | 1º maggio 2005   |
| 9  | North Star       | Cowboy dello spazio      | 12 novembre 2003  | 8 maggio 2005    |
| 10 | Similitude       | Similitudini             | 19 novembre 2003  | 8 maggio 2005    |
| 11 | Carpenter Street | Carpenter Street         | 26 novembre 2003  | 15 maggio 2005   |
| 12 | Chosen Realm     | Il dominio prescelto     | 14 gennaio 2004   | 15 maggio 2005   |
| 13 | Proving Ground   | Il test                  | 21 gennaio 2004   | 22 maggio 2005   |
| 14 | Stratagem        | Lo stratagemma           | 4 febbraio 2004   | 22 maggio 2005   |
| 15 | Harbinger        | Il messaggero            | 11 febbraio 2004  | 29 maggio 2005   |
| 16 | Doctor's Orders  | Ordini del medico        | 18 febbraio 2004  | 29 maggio 2005   |
| 17 | Hatchery         | Il nido                  | 25 febbraio 2004  | 30 ottobre 2005  |
| 18 | Azati Prime      | Azati primo              | 3 marzo 2004      | 8 novembre 2005  |
| 19 | Damage           | Danni alla nave          | 24 aprile 2004    | 14 novembre 2005 |
| 20 | The Forgotten    | I dimenticati            | 28 aprile 2004    | 21 novembre 2005 |
| 21 | E²               | Un tuffo nel futuro      | 5 maggio 2004     | 28 novembre 2005 |
| 22 | The Council      | Il consiglio degli Xindi | 12 maggio 2004    | 5 dicembre 2005  |
| 23 | Countdown        | Conto alla rovescia      | 19 maggio 2004    | 12 dicembre 2005 |
| 24 | Zero Hour        | Ora zero                 | 26 maggio 2004    | 19 dicembre 2005 |

## Gli Xindi
- Titolo originale: The Xindi
- Diretto da: Allan Kroeker
- Scritto da: Rick Berman e Brannon Braga

### Trama
Dopo sei settimane di permanenza nella Distesa Delfica, il capitano Jonathan Archer decide di seguire l'unica informazione raccolta sugli Xindi, che li conduce a una miniera dove sarebbe presente un membro di quella specie. Dopo aver lautamente pagato il direttore della miniera per potergli parlare, Archer e il comandante Tucker vengono imprigionati insieme a lui nei livelli inferiori della miniera, mentre l'Enterprise è attaccata da una nave ostile. Il tenente Reed e il maggiore Hayes delle forze speciali hanno intanto una divergenza d'opinioni su chi dovrebbe condurre la missione di recupero del capitano; questa riesce, ma lo Xindi, rimasto ferito, riesce solo a comunicare delle coordinate, le quali portano ai resti di un pianeta distrutto anni prima. Il capitano decide di penetrare ancora più nella distesa. 
- Altri interpreti: Richard Lineback (Kessick), Stephen McHattie (direttore della miniera), Tucker Smallwood (consigliere xindi primate), Randy Oglesby (Degra), Rick Worthy (Jannar), Scott MacDonald (comandante Dolim), Marco Sanchez (caporale Romero), Daniel Dae Kim (caporale Chang), Nathan Anderson (sergente Kemper), Steven Culp (maggiore Hayes)
- Da questo episodio, negli Stati Uniti, la serie ha modificato il suo nome da Enterprise a Star Trek: Enterprise. Anche nella sigla di apertura, il logo "Enterprise" è sostituito, a partire da questo episodio, dal logo su due righe, nel quale sopra la scritta "Enterprise" compare la scritta "Star Trek".

## L'anomalia
- Titolo originale: Anomaly
- Diretto da: David Straiton
- Scritto da: Mike Sussman

### Trama
L'Enterprise, mentre affronta i danni causati dalle distorsioni spaziali che caratterizzano la Distesa Delfica, viene depredata da alcuni pirati. Seguendo le tracce dei loro aggressori, la nave giunge nei pressi di un enorme macchinario di forma sferica, che sembra emanare una gran quantità di energia.
- Altri interpreti: Robert Rusler (Orgoth), Nathan Anderson (sergente Kemper), Julia Rose (caporale McKenzie)

## Estinzione
- Titolo originale: Extinction
- Diretto da: LeVar Burton
- Scritto da: Andre Bormanis

### Trama
Il capitano Archer, Reed, Hoshi Sato e T'Pol scendono su un pianeta dove è stato avvistato un vascello xindi, ma, eccetto T'Pol, cadono vittime di un virus che li trasforma in un'altra specie. Una nave aliena giunge nei pressi per eliminarli in quanto infetti. Tuttavia, grazie al DNA di T'Pol, viene creato un antivirus e l'unico esemplare di virus rimasto viene congelato per evitarne l'estinzione.
- Altri interpreti: Roger Cross (Tret), Daniel Dae Kim (caporale Chang), Troy Mittleider (Palmer)

## Rajiin
- Titolo originale: Rajiin
- Diretto da: Mike Vejar
- Scritto da: Paul Brown e Brent V. Friedman

### Trama
L'Enterprise giunge a un mercato interstellare dove trova delle informazioni per sintetizzare il trellium-D, un materiale che potrebbe proteggere la nave dalle distorsioni spaziali, e dove il capitano salva la vita a Rajiin, un'aliena bella e misteriosa. Questa si rivela però una spia mandata dal consiglio xindi per ottenere delle informazioni sugli umani; per recuperarla, gli Xindi rettili attaccano la nave.
- Altri interpreti: Nikita Ager (Rajiin), Tucker Smallwood (consigliere xindi primate), Randy Oglesby (Degra), Rick Worthy (Jannar), Scott MacDonald (Dolim), Steve Larson (Zjod)

## Effetti deleteri
- Titolo originale: Impulse
- Diretto da: David Livingston
- Scritto da: Jonathan Fernandez e Terry Matalas

### Trama
L'Enterprise risponde alla chiamata di soccorso della Seleya, una nave vulcaniana che era stata data per dispersa. Una volta a bordo, Archer, T'Pol e Reed vengono attaccati dai membri dell'equipaggio, che si comportano come zombi. Cercando di liberare la navetta, T'Pol comincia a essere colpita da sintomi simili a quelli degli altri Vulcaniani; nel frattempo Tucker e Mayweather atterrano su un asteroide per ottenere del trellium-D.
- Altri interpreti: Sean McGowan (caporale Hawkins)

## Esilio
- Titolo originale: Exile
- Diretto da: Roxann Dawson
- Scritto da: Phyllis Strong

### Trama
Un potente alieno telepate contatta la guardiamarina Hoshi Sato, offrendosi di aiutare l'Enterprise a localizzare gli Xindi con i suoi poteri. In cambio chiede che Sato rimanga con lui mentre raccoglie le informazioni; intanto l'Enterprise si reca nei pressi di una sfera per studiarla.
- Altri interpreti: Maury Sterling (Tarquin), Philip Boyd (ufficiale alla comunicazioni)

## La kemocite
- Titolo originale: The Shipment
- Diretto da: David Straiton
- Scritto da: Chris Black e Brent V. Friedman

### Trama
Seguendo le indicazioni fornitegli dal telepate, l'Enterprise arriva su un pianeta dove degli Xindi della specie arboricola stanno producendo un materiale necessario per l'arma xindi. Il capitano Archer, Reed e il maggiore Hayes scendono sulla superficie e rapiscono il responsabile della fabbrica, rivelandogli la destinazione dei suoi prodotti.
- Altri interpreti: John Cothran Jr. (Gralik Durr), Randy Oglesby (Degra), Steven Culp (maggiore Hayes)

## Il crepuscolo del tempo
- Titolo originale: Twilight
- Diretto da: Robert Duncan McNeill
- Scritto da: Michael Sussman

### Trama
Il capitano Archer si risveglia su Ceti Alpha 5, un pianeta di baracche: qui T'Pol gli spiega che, durante la missione nella Distesa Delfica, è stato colpito da un'anomalia spaziale che gli ha impedito di formare nuova memoria a lungo termine. A causa di questo, era stato sollevato dal comando, ma la missione era fallita, e gli ultimi profughi umani vivevano su Ceti Alpha. Il dottor Phlox ha però provato una cura per la sua malattia, e per questo Archer e T'Pol tornano sull'Enterprise, ora al comando di Tucker, per sottoporre il capitano al trattamento. Dopo un primo test, gli Xindi attaccano la nave.
- Altri interpreti: Gary Graham (ambasciatore Soval), Brett Rickaby (Yerdrin Lek), Richard Anthony Crenna (guardia)

## Cowboy dello spazio
- Titolo originale: North Star
- Diretto da: David Straiton
- Scritto da: David A. Goodman

### Trama
L'Enterprise visita un pianeta abitato da Umani che vivono alla maniera del West degli Stati Uniti del XIX secolo insieme ad alcuni alieni umanoidi mantenuti in stato di semi schiavitù. L'equipaggio apprende che gli Umani erano stati portati lì dagli alieni, e che poi si erano rivoltati contro di loro; una maestra umana, scoperta, a causa della curiosità di Archer, a insegnare a dei bambini alieni a leggere, viene condannata a dieci anni di prigione, ma il capitano, sentendosi responsabile, la libera e propone che gli Umani siano riportati sulla Terra.
- Altri interpreti: Emily Bergl (Bethany), Glenn Morshower (sceriffo MacReady), James Parks (vice-sceriffo Bennings), Paul Rae (barista), Steven Klein (Draysik), Gary Bristow (garzone)

## Similitudini
- Titolo originale: Similitude
- Diretto da: LeVar Burton
- Scritto da: Manny Coto

### Trama
Mentre l'Enterprise è intrappolata in una nebulosa, col rischio di non poterne uscire, il capitano Archer autorizza il dottor Phlox a creare un clone del comandante Tucker attraverso una strana creatura aliena per salvargli la vita dopo che è stato gravemente ferito in un incidente. Il clone, come previsto, si sviluppa rapidamente, arrivando ad avere un'età biologica di trent'anni, e rifiutando di compiere l'operazione che, salvando Tucker, lo ucciderebbe.
- Altri interpreti: Maximillian Orion Kesmodel (clone a 4 anni), Adam Taylor Gordon (clone a 8 anni), Shane Sweet (clone a 17 anni)
- Vincitore del premio Emmy 2004 nella categoria Outstanding Music Composition For A Series (Dramatic Underscore) (Velton Ray Bunch).

## Carpenter Street
- Titolo originale: Carpenter Street
- Diretto da: Mike Vejar
- Scritto da: Rick Berman e Brannon Braga

### Trama
Daniels informa il capitano Archer che alcuni Xindi rettili sono tornati indietro nel tempo, sulla Terra del 2004, per ottenere dei dati con cui costruire un'arma biologica da usare contro gli Umani. Manda quindi lo stesso Archer e T'Pol indietro nel tempo, dove scoprono che un uomo sta rapendo per conto degli alieni alcune persone di gruppi sanguigni diversi.
- Altri interpreti: Leland Orser (Loomis), Matt Winston (Daniels), Jeffrey Dean Morgan (Damron)

## Il dominio prescelto
- Titolo originale: Chosen Realm
- Diretto da: Roxann Dawson
- Scritto da: Manny Coto

### Trama
L'Enterprise soccorre una nave in avaria, i cui occupanti venerano i creatori delle sfere della Distesa Delfica. Poco tempo dopo, uno degli alieni si fa esplodere, costringendo il capitano Archer a consegnargli la nave: il loro capo, D'Jamat, programma di usarla contro un'opposta fazione religiosa.
- Altri interpreti: Conor O'Farrell (D'Jamat), Vince Grant (Yarrick), Lindsey Stoddart (Indava), Tayler Sheridan (Jareb), David Youse (Nalbis), Gregory Wagrowski (Ceris)

## Il test
- Titolo originale: Proving Ground
- Diretto da: David Livingston
- Scritto da: Chris Black

### Trama
Aiutata da una nave da guerra andoriana comandata da Shran, l'Enterprise osserva un test dell'arma xindi, riuscendo anche a impossessarsene. Gli Andoriani, tuttavia, non lasciano che i Terrestri portino con sé il prototipo. Di conseguenza, avendo i Terrestri scaricato il codice di attivazione dell'arma, che attivano, costringono gli Andoriani a libererarla nello spazio ed essa esplode.
- Altri interpreti: Jeffrey Combs (Shran), Molly Brink (Talas), Randy Oglesby (Degra), Scott MacDonald (Dolim), Tucker Smallwood (consigliere xindi primate), Rick Worthy (Jannar), Granville Van Dusen (generale andoriano)

## Lo stratagemma
- Titolo originale: Stratagem
- Diretto da: Mike Vejar
- Scritto da: Terry Matalas

### Trama
L'Enterprise cattura Degra, lo Xindi a capo della costruzione dell'arma; per sapere dove questa viene costruita, l'equipaggio elabora una messinscena in cui lui e il capitano Archer, diventati amici dopo anni di prigionia degli Xindi insettoidi, devono cercare un posto sicuro per rifugiarsi.
- Altri interpreti: Randy Oglesby (Degra), Josh Drennen (Thalen)

## Il messaggero
- Titolo originale: Harbinger
- Diretto da: David Livingston
- Scritto da: Rick Berman e Brannon Braga

### Trama
L'Enterprise trova, in una capsula al centro di un'anomalia spaziale, un misterioso alieno morente, il quale si rifiuta di rivelare i motivi per cui sia stato messo lì. Nel frattempo il tenente Reed e il maggiore Hayes litigano sul rispettivo ruolo nella difesa della nave.
- Altri interpreti: Noa Tishby (Amanda Cole), Thomas Kopache (l'alieno), Steven Culp (maggiore Hayes)

## Ordini del medico
- Titolo originale: Doctor's Orders
- Diretto da: Roxann Dawson
- Scritto da: Chris Black

### Trama
Per oltrepassare un'anomalia spaziale, il dottor Phlox è costretto a mandare in coma l'intero equipaggio, a eccezione di lui e T'Pol. Durante il viaggio, il medico comincia però ad avere delle allucinazioni, credendo che degli Xindi siano saliti a bordo.
- Questo episodio è simile alla puntata Sola della quarta stagione della serie Voyager.

### Curiosità
- Durante L'episodio su un monitor si può vedere il film Il Giullare del Re (1956) con Danny Kaye nella scena dei veleni nei boccaloni.

## Il nido
- Titolo originale: Hatchery
- Diretto da: Michael Grossman
- Scritto da: André Bormanis e Michael Sussman

### Trama
Dopo aver trovato una nave naufragata con alcuni Xindi insettoidi morti, il capitano Archer decide di portare in salvo alcune uova presenti a bordo. Il capitano comincia però a sviluppare un'ossessione per le uova, arrivando a reputarle più importanti della loro missione; T'Pol e Tucker cominciano a pensare a un ammutinamento.
- Altri interpreti: Daniel Dae Kim (caporale Chang), Sean McGowan (caporale Hawkins), Steven Culp (maggiore Hayes)

## Azati primo
- Titolo originale: Azati Prime
- Diretto da: Allan Kroeker
- Scritto da: Rick Berman, Brannon Braga e Manny Coto

### Trama
L'Enterprise giunge nei pressi di Azati primo, il pianeta dove è in costruzione l'arma xindi. Il capitano Archer decide di pilotare una navetta insettoide per distruggerla; prima di partire viene portato da Daniels quattrocento anni nel futuro, dove gli viene rivelato che Umani e Xindi combatteranno insieme contro i costruttori delle sfere. Durante la missione, Archer viene catturato, mentre l'Enterprise viene attaccata da alcune navi dei rettili.
- Altri interpreti: Matt Winston (Daniels), Randy Oglesby (Degra), Scott MacDonald (Dolim), Tucker Smallwood (consigliere xindi primate), Rick Worthy (Jannar)

## Danni alla nave
- Titolo originale: Damage
- Diretto da: James L. Conway
- Scritto da: Phyllis Strong

### Trama
L'equipaggio dell'Enterprise affronta i danni causati dall'attacco degli Xindi mentre gli Xindi arboricoli e primati aiutano il capitano Archer a tornare sulla nave, comunicandogli la posizione in cui si troverà l'arma tre giorni dopo. Tuttavia la propulsione a curvatura è danneggiata: l'unica possibilità è quella di usare un componente di una nave illyriana danneggiata, il cui equipaggio rifiuta tuttavia lo scambio proposto dal capitano. Archer decide tuttavia di procedere lo stesso, usando la forza. Intanto T'Pol deve lottare contro una crisi di astinenza.
- Altri interpreti: Casey Biggs (capitano illyriano), Randy Oglesby (Degra), Scott MacDonald (Dolim), Tucker Smallwood (consigliere xindi primate), Rick Worthy (Jannar), Josette Di Carlo (costruttrice di sfere)

## I dimenticati
- Titolo originale: The Forgotten
- Diretto da: LeVar Burton
- Scritto da: Chris Black e David A. Goodman

### Trama
L'Enterprise si incontra con Degra e il consigliere xindi arboricolo nei pressi di una sfera, dove il capitano Archer cerca di convincerli a fermare il lancio dell'arma. Nel frattempo il comandante Tucker si trova costretto a scrivere una lettera di condoglianze per la morte di una degli ingegneri sotto il suo comando, morta durante l'attacco xindi, e un condotto di energia esplode, rendendo necessario una passeggiata spaziale di Tucker e del tenente Reed.
- Altri interpreti: Randy Oglesby (Degra), Rick Worthy (Jannar), Bob Morrisey (capitano xindi rettile), Seth MacFarlane (guardiamarina Rivers)

## Un tuffo nel futuro
- Titolo originale: E²
- Diretto da: Roxann Dawson
- Scritto da: Michael Sussman

### Trama
Diretta alla sede del consiglio degli Xindi, vicino all'apertura di un condotto subspaziale, l'Enterprise incontra un'altra Enterprise, il cui equipaggio dice di provenire dal futuro, dopo che un'anomalia, locata nei pressi del condotto, li ha portati indietro nel tempo facendo fallire la loro missione. Il capitano dell'Enterprise del futuro, figlio del comandante Tucker e di T'Pol, ha però un piano per evitare che l'incidente si ripeta.
- Altri interpreti: Randy Oglesby (Degra), Rick Worthy (Jannar), Bob Morrisey (capitano xindi rettile), Tess Lina (Karyn Archer), David Andrews (Lorian)

## Il consiglio degli Xindi
- Titolo originale: The Council
- Diretto da: David Livingston
- Scritto da: Manny Coto

### Trama
Il capitano Archer tenta di convincere il consiglio degli Xindi a non attaccare la Terra, mentre T'Pol, Reed, Mayweather e un MACO riescono a entrare in una delle sfere per acquisire delle informazioni in merito ai costruttori di quei dispositivi. Dolim, il consigliere xindi rettile, deciso a non permettere che si sigli la pace con gli umani, rapisce la guardiamarina Sato e uccide Degra.
- Altri interpreti: Randy Oglesby (Degra), Rick Worthy (Jannar), Bob Morrisey (capitano xindi rettile), Scott MacDonald (Dolim), Josette DiCarlo (costruttrice di sfere), Sean McGowan (caporale Hawkins), Bruce Thomas (soldato xindi rettile), Andrew Borba (tenente xindi rettile), Mary Mara (costruttrice di sfere presagente), Ruth Williamson (costruttrice di sfere primaria)
- Nota. Nomination all'Emmy 2004 nella categoria Outstanding Special Visual Effects For A Series (visual effects supervisor Art Codron, visual effects producer Dan Curry, lead visual effects compositor Steve Fong, lead visual effects animator Greg Rainoff, lead CGI artist John Teska, lead CGI artist Sean Jackson, lead CGI artist Mike Stetson, lead CGI artist Koji Kuramura, lead CGI artist Pierre Drolet).

## Conto alla rovescia
- Titolo originale: Countdown
- Diretto da: Robert Duncan McNeill
- Scritto da: Andre Bormanis e Chris Black

### Trama
Il capitano Archer promette agli Xindi acquatici e primati di distruggere le sfere in cambio del loro aiuto nel fermare i rettili. Questi riescono però a costringere con la tortura Hoshi Sato ad attivare l'arma, prima che questa venga recuperata dai Terrestri; lanciata l'arma, vengono aiutati nella battaglia dai costruttori di sfere, riuscendo a cominciare il viaggio per la Terra. Il capitano, il tenente Reed e Sato salgono quindi su una veloce nave primate all'inseguimento dei rettili, mentre l'Enterprise resta nella distesa.
- Altri interpreti: Rick Worthy (Jannar), Scott MacDonald (Dolim), Josette DiCarlo (costruttrice di sfere), Sean McGowan (caporale Hawkins), Bruce Thomas (soldato xindi rettile), Andrew Borba (tenente xindi rettile), Mary Mara (costruttrice di sfere presagente), Ruth Williamson (costruttrice di sfere primaria), Steven Culp (maggiore Hayes)
- Nota. Vincitore dell'Emmy 2004 nella categoria Outstanding Special Visual Effects For A Series (visual effects supervisor Art Codron, visual effects producer Dan Curry, lead visual effects compositor Steve Fong, lead visual effects animator Greg Rainoff, lead CGI artist John Teska, lead CGI artist Sean Jackson, lead CGI artist Mike Stetson, lead CGI artist Koji Kuramura, lead CGI artist Pierre Drolet).

## Ora zero
- Titolo originale: Zero Hour
- Diretto da: Allan Kroeker
- Scritto da: Rick Berman e Brannon Braga

### Trama
Nella Distesa Delfica, l'Enterprise tenta di distruggere una sfera che, a catena, farebbe collassare l'intera rete, mentre i costruttori di sfere cercano di fermarli con delle anomalie spaziali. Nei pressi della Terra, i Terrestri programmano di abbordare l'arma xindi per distruggerla dall'interno. Il capitano Archer si unisce alla missione, malgrado Daniels tenti di dissuaderlo spiegandogli che in caso di sua morte il futuro sarebbe estremamente diverso, senza la Federazione.
- Altri interpreti: Rick Worthy (Jannar), Scott MacDonald (Dolim), Josette DiCarlo (costruttrice di sfere), Sean McGowan (caporale Hawkins), Bruce Thomas (soldato xindi rettile), Andrew Borba (tenente xindi rettile), Mary Mara (costruttrice di sfere presagente), Ruth Williamson (costruttrice di sfere primaria), Matt Winston (Daniels), Jeffrey Combs (Shran)
- Nota. Nomination all'Emmy 2004 nella categoria Outstanding Makeup For A Series, Miniseries, Movie Or A Special (Prosthetic) (Michael Westmore).